# Новосёловка (Старобешевский район)
Новосёловка (укр. Новоселівка) — село на Украине, находится в Старобешевском районе Донецкой области. Под контролем самопровозглашённой Донецкой Народной Республики.

## История
Деревня Новосёловка образована в 1812 году выселенными из Славяносербского уезда и Харьковской губернии крестьянами. Заселение производилось в два этапа. Первая партия переселенцев должна была построить жильё и произвести посев. Через 2 года прибыла вторая партия переселенцев. Деревня принадлежала помещику, поручику Ивану Петровичу Штеричу.
С момента основания села его жители являлись прихожанами церкви св. Николая Чудотворца в с. Григорьевка (ныне район Боссэ в Донецке), а с 1842 года — церкви Александро-Невского храма села Авдотьино. В 1907 году был возведён храм, освященный в честь св. Иоанна Предтечи. Здание Иоанно-Предтечинского храма пострадало в годы советской власти, однако сохранилось до наших дней.

## География
В Донецкой области имеется ещё 6 одноимённых населённых пунктов, в том числе село Новосёловка Макеевского городского совета и село Новосёловка Енакиевского городского совета, расположенные к северо-востоку от города Макеевки.

#### Соседние населённые пункты по странам света
С: Марьяновка, город Донецк
СЗ: Доля
СВ: Ларино, Павлоградское
З: Андреевка, Червоное, Любовка, Молодёжное, Малиновое, Петровское, Новониколаевка
В: Обильное
ЮЗ: Коммунаровка
ЮВ: Новобешево, Каменка, Песчаное
Ю: —

## Население
Население по переписи 2001 года составляло 547 человек.

## Общие сведения
Код КОАТУУ — 1424582406. Телефонный код — 6253.

## Адрес местного совета
87210, Донецкая область, Старобешевский р-н, с. Марьяновка, ул. Мира, 10а